# Animals (serie animata)
Animals (stilizzato Animals.) è una serie televisiva animata statunitense, creata da Phil Matarese e Mike Luciano nel 2016 per HBO.
I primi due episodi, prodotti indipendentemente, sono stati presentati al Sundance Film Festival 2015. Lo stesso mese, HBO ordinò 20 episodi divisi in 2 stagioni. Il 19 maggio 2017, la serie viene rinnovata per una terza stagione.
In Italia la prima stagione è stata trasmessa dal 1º al 29 novembre 2016 sul canale Sky Generation, mentre la seconda è stata interamente pubblicata il 20 luglio 2018 su NOW TV.

## Trama
La serie si basa su dialoghi di tipo retrospettivo e improvvisato, basati su schemi di trama. Ogni stagione ha un proprio arco narrativo con la presenza di un particolare essere umano, come la storia di un sindaco corrotto e gli eventi che portano alla sua rielezione durante la prima stagione. Nella seconda stagione, l'arco narrativo ha come protagonista umano un giornalista che indaga su un'epidemia di virus.

## Episodi
| Stagione         | Episodi | Prima TV USA | Pubblicazione Italia |
| ---------------- | ------- | ------------ | -------------------- |
| Prima stagione   | 10      | 2016         | 2016                 |
| Seconda stagione | 10      | 2017         | 2018                 |
| Terza stagione   | 10      | 2018         | 2018                 |

## Personaggi

### Principali
- Topi, piccioni, gatti, cani, mosche e scoiattoli, voci originali di Phil Matarese, italiane di Francesco Pezzulli.
- Topi, piccioni, gatti, cani, mosche e scoiattoli, voci originali di Mike Luciano, italiane di Stefano Crescentini.

### Ricorrenti
- Jacob/CO298, voce originale di Lauren Lapkus, italiana di Mirko Cannella.
- Rebecca/Mamma, voce originale di Katie Aselton, italiana di Monica Volpe.
- April, voce originale di Claudia O'Doherty, italiana di Myriam Catania.
- Dennis, voce originale di Jay Duplass, italiana di Luca Mannocci.
- Signora Psichica, voce originale di Mindy Sterling.
- Vecchio Ben, voce originale di Jon Lovitz.
- Kurt Vile, voce originale di Kurt Vile, italiana di Gabriele Lopez.

### Personaggi secondari
- Stan, voce originale di Tim Heidecker, italiana di Raffaele Carpentieri.
- Ratto bambino, voce originale di Declan Churchill Carter, italiana di Ugo De Cesare.
- Linda, voce originale di Melanie Lynskey, italiana di Barbara Pitotti.
- Johnny, voce originale di Michael Pitt, italiana di Riccardo Scarafoni.
- Spacciatore, voce originale di Tim Baltz, italiana di Luigi Ferraro.
- Tia, voce originale di Amanda Seales, italiana di Chiara Oliviero.
- Fluffy, voce originale di John Leguizamo, italiana di David Vivanti.
- Tim, voce originale di Steve Dildarian, italiana di Enrico Chirico.
- Orfano, voce originale di Meghan O'Neill, italiana di Ugo De Cesare.
- Trotts, voce originale di Michael Sheen, italiana di Ugo De Cesare.
- Motts, voce originale di Michael Sheen, italiana di Gabriele Sabatini.
- Riceptionist, voce originale di Anthony Mackie, italiana di Gianfranco Miranda.
- Marcia, voce originale di Marcia Clark, italiana di Alessandra Korompay.

### Guest star
Nella serie si alternano diverse guest star, tra cui: Eric Andre, Aziz Ansari, Jason Mantzoukas, James Kyson Lee, Alia Shawkat, Adam Scott, Molly Shannon, Wanda Sykes, Ben Schwartz, Cobie Smulders, Zach Woods, Steve Zissis, Ellie Kemper, Kumail Nanjiani, Jenny Slate, Casey Wilson, Melanie Lynskey, Jessica Chastain, Danny McBride, Emilia Clarke, Michael Rapaport, Harmony Korine, Jason Alexander, Usher, Alex Borstein, Killer Mike, Big Boi, Jhené Aiko, Demetri Martin, Mark Duplass, Adam Pally, January Jones, Paul Rust, Pauly Shore, Mindy Kaling, Ty Segall, RuPaul, Jonah Hill, Dan Harmon, Dino Stamatopoulos, Judy Greer, Andy Richter, Raven-Symoné, Kim Gordon ed altri.

## Accoglienza

### Critica
| Stagione | Responso della critica | Responso della critica | Responso della critica |
| Stagione | Metacritic             | Rotten Tomatoes        |                        |
| -------- | ---------------------- | ---------------------- | ---------------------- |
| Prima    | 54/100 (12 recensioni) | 68% (19 recensioni)    |                        |
| Seconda  | N.D.                   | 100% (5 recensioni)    |                        |

La prima stagione ha ricevuto recensioni generalmente positive; a partire da aprile 2016, ha ottenuto una rivalutazione del 60% sul sito web di Rotten Tomatoes, basato su 15 recensioni e con una media di 6,3/10. Su Metacritic, la serie ha una valutazione di 54 su 100 basata su 12 critici, con "recensioni miste o medie". Maureen Ryan di Variety ha dato alla prima stagione una recensione negativa, affermando: "La serie animata HBO ha molto in comune con programmi come Girls, Louie, Baskets e Togetherness e vanta di Mark e Jay Duplass come produttori esecutivi. Ma Animals. è straordinariamente noioso e a differenza di quelle altre serie, non riesce a colpire nessuno dei suoi obiettivi: è poco divertente, la sua animazione non è eccezionale e la banalità studiata del suo dialogo è straziante". Al contrario, David Wiegand di San Francisco Chronicle ha dato alla serie una recensione positiva, affermando: "L'approccio impassibile non fa altro che esaltare la deliziosa commedia da muro di mattoni di Animals. La serie è folle e brillante poiché trasforma l'intera nozione di cartone con animali antropomorfi in modo sfacciato".